# Vic-sur-Aisne
Vic-sur-Aisne és un municipi francès situat al departament de l'Aisne i a la regió dels Alts de França. L'any 2007 tenia 1.718 habitants.

## Demografia

### Població
El 2007 la població de fet de Vic-sur-Aisne era de 1.718 persones. Hi havia 705 famílies de les quals 198 eren unipersonals (93 homes vivint sols i 105 dones vivint soles), 225 parelles sense fills, 238 parelles amb fills i 44 famílies monoparentals amb fills.
La població ha evolucionat segons el següent gràfic:
Habitants censats

### Habitatges
El 2007 hi havia 777 habitatges, 712 eren l'habitatge principal de la família, 11 eren segones residències i 54 estaven desocupats. 531 eren cases i 241 eren apartaments. Dels 712 habitatges principals, 371 estaven ocupats pels seus propietaris, 318 estaven llogats i ocupats pels llogaters i 22 estaven cedits a títol gratuït; 16 tenien una cambra, 86 en tenien dues, 147 en tenien tres, 190 en tenien quatre i 273 en tenien cinc o més. 442 habitatges disposaven pel capbaix d'una plaça de pàrquing. A 338 habitatges hi havia un automòbil i a 250 n'hi havia dos o més.

### Piràmide de població
La piràmide de població per edats i sexe el 2009 era:
| Homes | Edats   | Dones |
| ----- | ------- | ----- |
| 0     | 95 o +  | 0     |
| 4     | 90 a 94 | 8     |
| 12    | 85 a 89 | 24    |
| 8     | 80 a 84 | 4     |
| 28    | 75 a 79 | 24    |
| 44    | 70 a 74 | 60    |
| 40    | 65 a 69 | 60    |
| 20    | 60 a 64 | 28    |
| 28    | 55 a 59 | 32    |
| 52    | 50 a 54 | 48    |
| 72    | 45 a 49 | 80    |
| 60    | 40 a 44 | 64    |
| 76    | 35 a 39 | 56    |
| 72    | 30 a 34 | 44    |
| 84    | 25 a 29 | 76    |
| 80    | 20 a 24 | 76    |
| 64    | 15 a 19 | 60    |
| 40    | 10 a 14 | 64    |
| 48    | 5 a 9   | 40    |
| 60    | 0 a 4   | 48    |

## Economia
El 2007 la població en edat de treballar era de 1.136 persones, 831 eren actives i 305 eren inactives. De les 831 persones actives 695 estaven ocupades (402 homes i 293 dones) i 136 estaven aturades (67 homes i 69 dones). De les 305 persones inactives 70 estaven jubilades, 93 estaven estudiant i 142 estaven classificades com a «altres inactius».

### Ingressos
El 2009 a Vic-sur-Aisne hi havia 728 unitats fiscals que integraven 1.726,5 persones, la mediana anual d'ingressos fiscals per persona era de 16.788 €.

### Activitats econòmiques
Dels 88 establiments que hi havia el 2007, 1 era d'una empresa extractiva, 1 d'una empresa alimentària, 1 d'una empresa de fabricació de material elèctric, 1 d'una empresa de fabricació d'altres productes industrials, 14 d'empreses de construcció, 18 d'empreses de comerç i reparació d'automòbils, 4 d'empreses de transport, 7 d'empreses d'hostatgeria i restauració, 6 d'empreses financeres, 7 d'empreses immobiliàries, 6 d'empreses de serveis, 15 d'entitats de l'administració pública i 7 d'empreses classificades com a «altres activitats de serveis».
Dels 32 establiments de servei als particulars que hi havia el 2009, 1 era una oficina d'administració d'Hisenda pública, 1 gendarmeria, 1 oficina de correu, 2 oficines bancàries, 1 taller de reparació d'automòbils i de material agrícola, 2 autoescoles, 3 paletes, 2 guixaires pintors, 2 lampisteries, 1 electricista, 1 empresa de construcció, 3 perruqueries, 3 veterinaris, 4 restaurants, 3 agències immobiliàries, 1 tintoreria i 1 saló de bellesa.
Dels 9 establiments comercials que hi havia el 2009, 1 era un hipermercat, 2 botiges de menys de 120 m², 2 fleques, 1 una botiga de roba, 1 una perfumeria i 2 floristeries.

## Equipaments sanitaris i escolars
El 2009 hi havia 1 centre de salut, 1 farmàcia i 1 ambulància.
El 2009 hi havia 1 escola maternal i 1 escola elemental. Vic-sur-Aisne disposava d'un col·legi d'educació secundària amb 417 alumnes.

## Poblacions més properes
El següent diagrama mostra les poblacions més properes.